# Aeroport Internacional Osvaldo Vieira
El Aeroport Internacional Osvaldo Vieira (codi IATA: OXB, codi OACI: GGOV) és un aeroport que atén a la ciutat de Bissau, capital de Guinea Bissau. És l'únic aeroport internacional del país.
L'Aeroport Internacional Osvaldo Vieira té una pista, en orientació 03/21, amb una longitud de 10.498 peus (3.200 m). L'altitud d'aquesta pista és de 127 peus (39 m). Aquesta pista és també una de les tres de Guinea Bissau que està pavimentada. Com passa en molts aeroports d'Àfrica, l'Osvaldo Vieira tan sols obre des de la sortida del sol a la nit.

## Història
Prèviament conegut com a Bissalanca, durant la guerra d'independència de Guinea Bissau (1963–1974) fou utilitzat com a base de la Força Aèria Portuguesa. Fins 1998 era base de l'aerolínia nacional Air Bissau.
L'aeroport va haver de ser tancat el 7 de juny de 1998 a causa de la forta lluita als voltants de Bissau. Va ser oficialment reinaugurat al juliol de 1999 quan hi va aterrar un avió de TAP Portugal transportant al primer ministre Francisco Fadul, així com dignataris de Portugal i Guinea Bissau.
El 10 de desembre de 2013 TAP Portugal va suspendre els vols després que forces de policia locals amenaçaren la tripulació de vol TP202 amb destinació a Lisboa i van obligar la tripulació a embarcar 74 refugiats sirians que havien arribat a Bissau a través de Marroc i Turquia, i que portaven passaports turcs falsificats.

## Aerolínies i destins
| Ciutats    | Aeroports                                                  | Aerolínies                       |        |        |        |
| Àfrica     | Àfrica                                                     | Àfrica                           | Àfrica | Àfrica | Àfrica |
| ---------- | ---------------------------------------------------------- | -------------------------------- | ------ | ------ | ------ |
| Cap Verd   |                                                            |                                  |        |        |        |
| Praia      | Aeroport Internacional Nelson Mandela                      | Royal Air Maroc                  |        |        |        |
| Guinea     |                                                            |                                  |        |        |        |
| Conakry    | Aeroport Internacional de Conakry                          | ASKY Airlines / Senegal Airlines |        |        |        |
| Marroc     |                                                            |                                  |        |        |        |
| Casablanca | Aeroport Internacional Mohammed V                          | Royal Air Maroc                  |        |        |        |
| Senegal    |                                                            |                                  |        |        |        |
| Dakar      | Aeroport Internacional de Dakar-Yoff/Léopold Sédar Senghor | Senegal Airlines                 |        |        |        |